# Список умерших в 1252 году

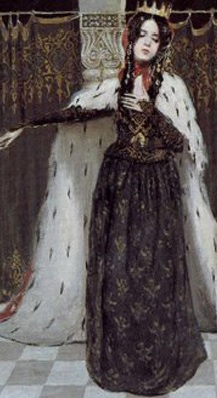
Забел

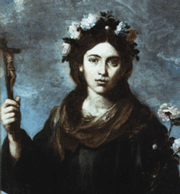
Роза из Витербо

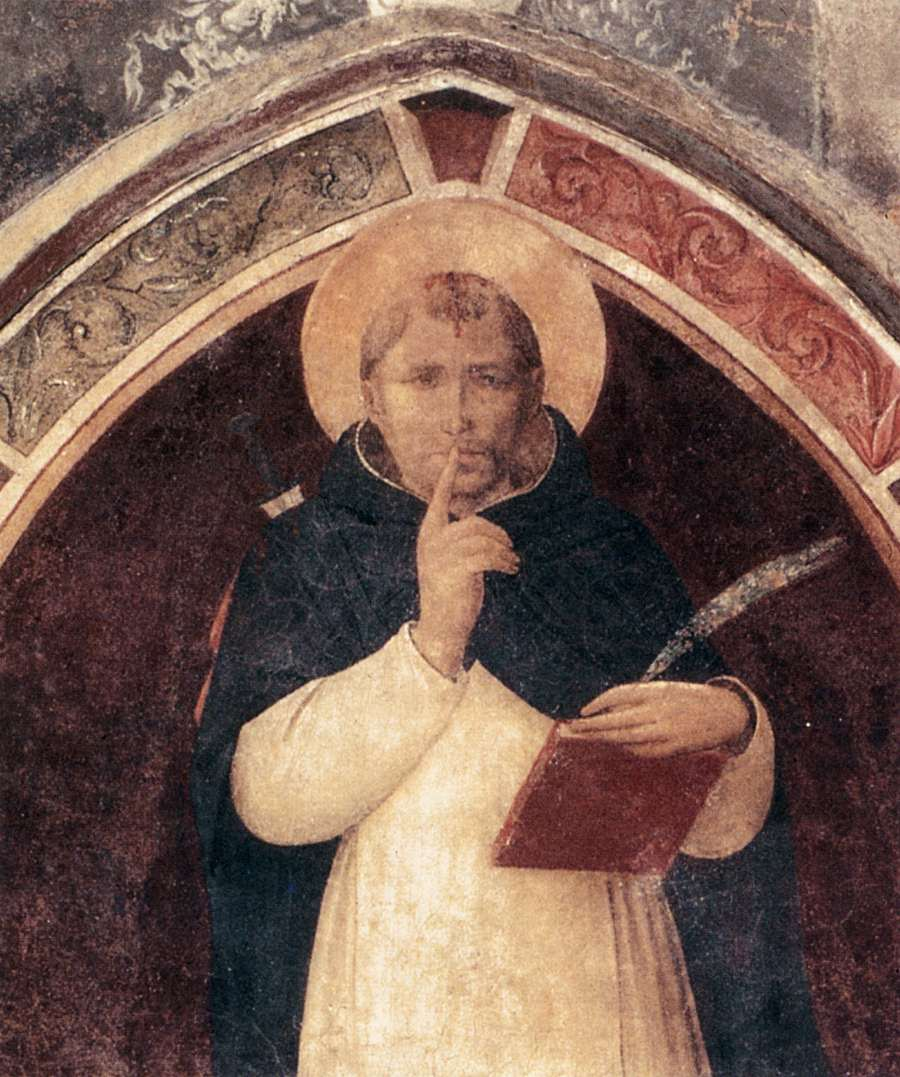
Пётр Веронский

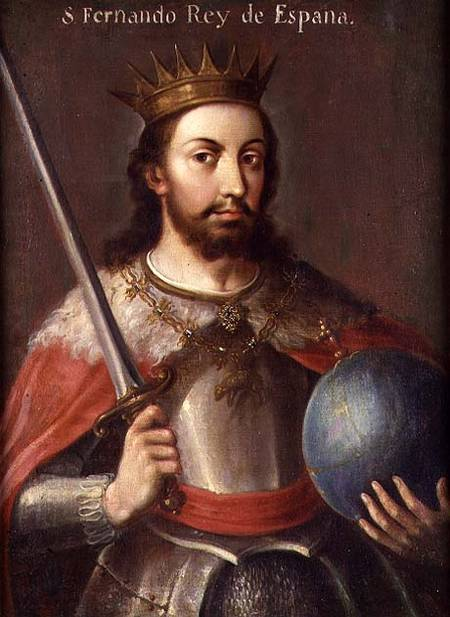
Фердинанд III Кастильский

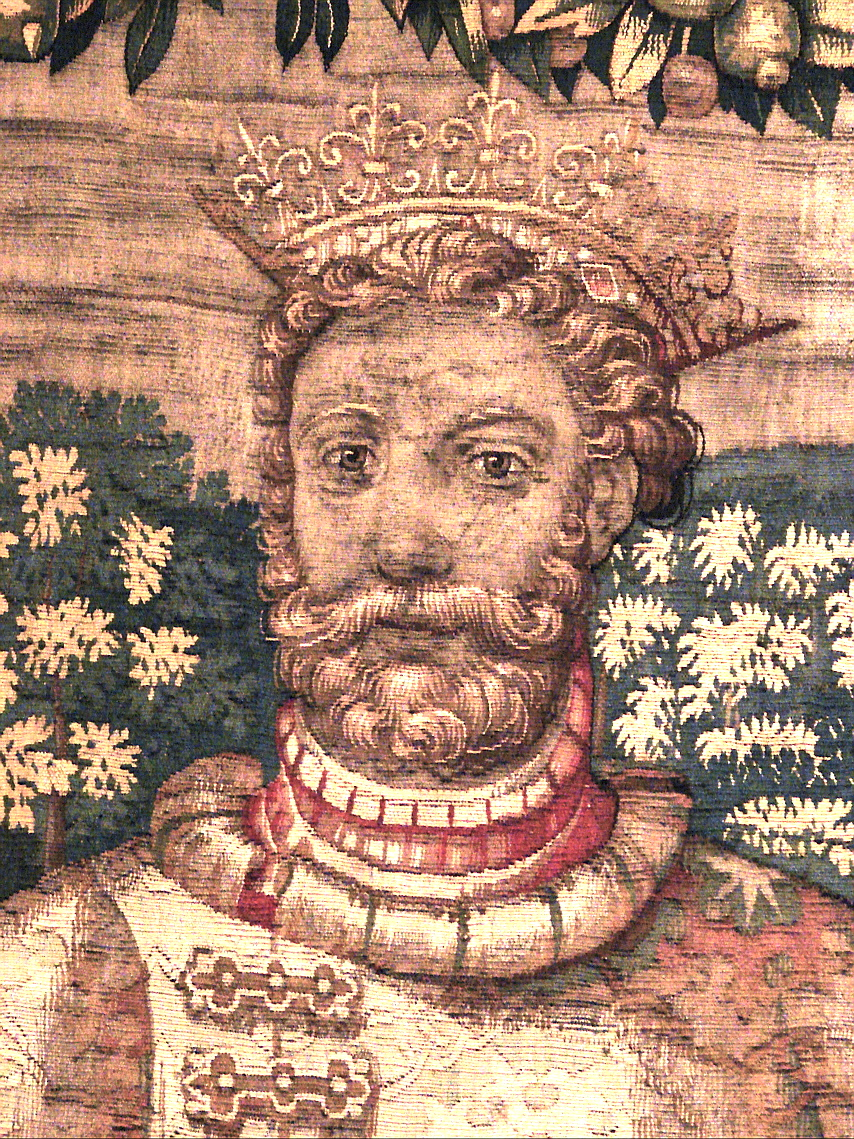
Абель

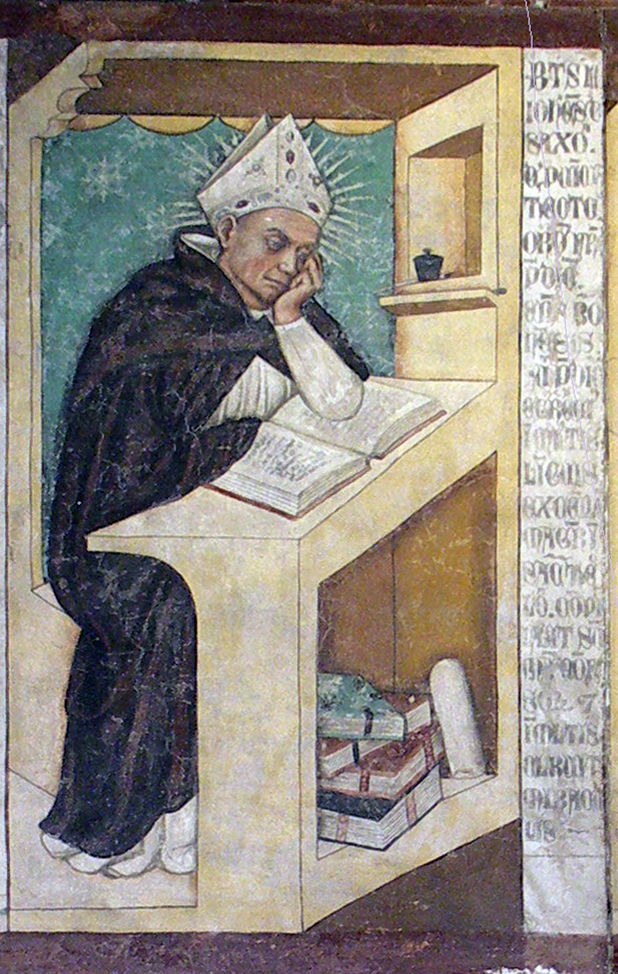
Иоганн фон Вильдесхаузен

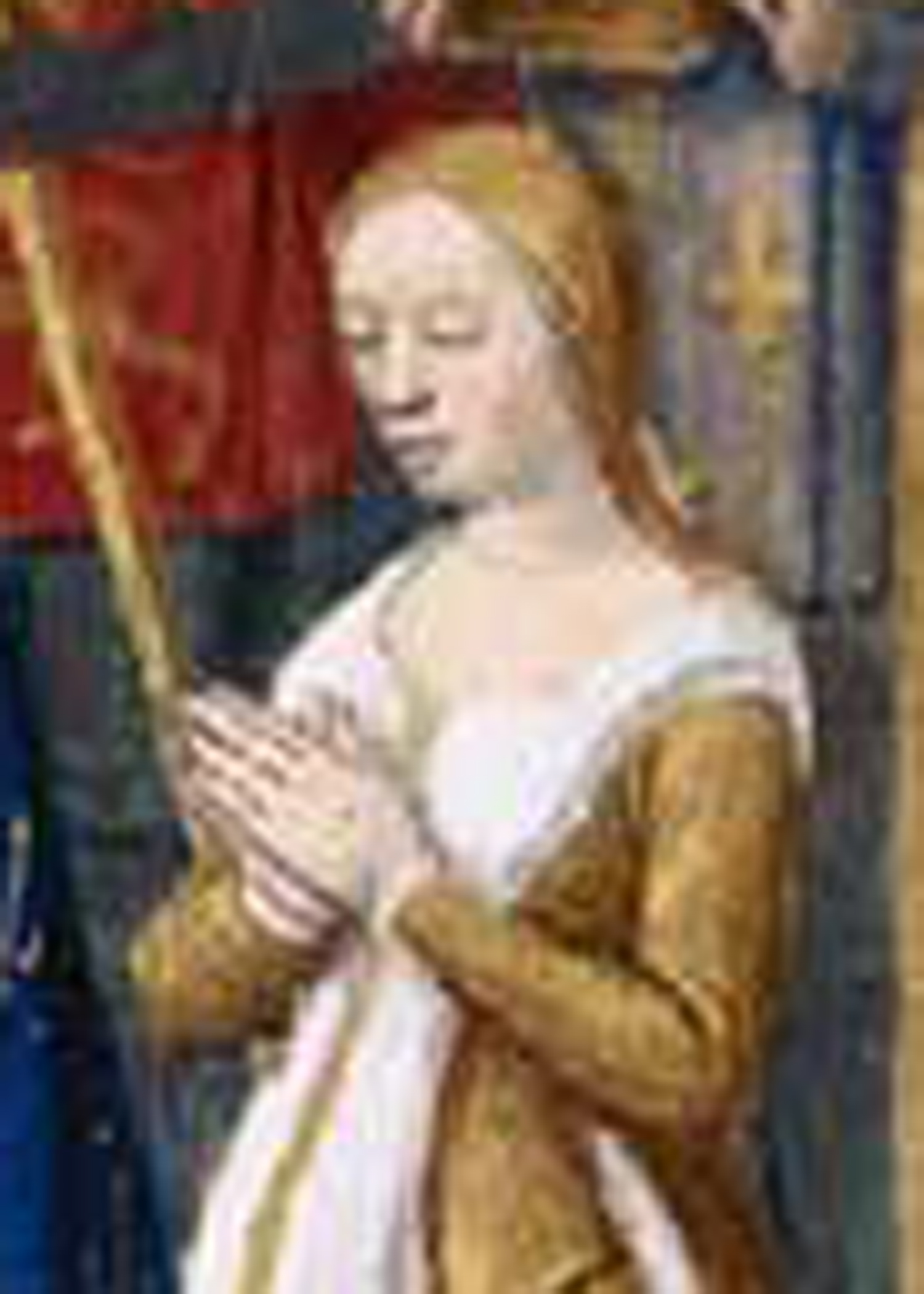
Бланка Кастильская

В этой статье представлен список известных людей, умерших в 1252 году.
См. также: Категория:Умершие в 1252 году

## Январь
- 14 января — Роберт ле Корну[фр.] — епископ Невера (1240—1252)
- 17 января — Катарина Сунесдоттер — королева-консорт Швеции (1244—1250), жена Эрика Шепелявого
- 23 января — Забел — королева Киликийской Армении (1226—1252).
- Боэмунд V — князь Антиохии и граф Триполи (1233—1252)

## Февраль
- 3 февраля — Святослав Всеволодович (55) — князь новгородский (1200—1205, 1208—1210), первый князь юрьевский (1214—1228, 1248—1252), князь Переяславский (1228—1230), князь суздальский (1238—1246), Великий князь владимирский (1246—1248), почитался как святой Православной церкви.
- 20 февраля — Амиция де Монфор, пятый ребёнок и третья дочь Симона де Монфора и Алисы де Монморанси.

## Март
- 6 марта
  - Роза из Витербо — святая римско-католической церкви, покровительница Витербо, изгнанников, терциариев и людей, отвергнутых монашескими орденами
  - Сигурд Эйндривессон Тафсе[нем.] — епископ Нидароса (1232—1252)

## Апрель
- 1 апреля 
  - Карпини, Джованни Плано — итальянский францисканец, первым из европейцев посетивший Монгольскую империю и оставивший описание своего путешествия.
  - Кудзë Митииэ[фр.] — японский регент: сэссё (1221, 1235—1237), кампаку (1228—1231), родоначальник клана Кудзё
- 6 апреля — Пётр Веронский — католический монах, доминиканский проповедник, инквизитор Ломбардии, святой римско-католической церкви, убит.

## Май
- 3 мая или 4 мая — Гюнтер фон Вюллерслебен — великий магистр Тевтонского ордена (1249—1252), маршал Тевтонского ордена (1228—1230)
- 30 мая — Фердинанд III Кастильский (52) — король Кастилии (1217—1252), король Леона (1230—1252), окончательно объединивший Кастилию и Леон, святой римско-католической церкви.

## Июнь
- 6 июня — Роберт Пасселеве[англ.] — епископ Чичестера (1244)
- 9 июня — Оттон I Дитя — граф Люнебурга и граф Брауншвейга (1227—1235), первый герцог Брауншвейг-Люнебурга (1235—1252)
- 29 июня — Абель — король Дании (1250—1252), граф Шлезвига (1232—1252), убит в сражении

## Сентябрь
- 8 сентября — Берардо ди Кастагна[итал.] — архиепископ Бари (1207—1214).

## Октябрь
- 26 октября — Ингрид Ильва, шведская дворянка, жена Магнуса Миннелшельда и мать регента Биргера.

## Ноябрь
- 4 ноября — Вильдесхаузен, Иоганн фон — генеральный магистр ордена проповедников (1241—1252).
- 19 ноября — Генрих I — Граф Виндена (1220—1252), маркграф Намюра (1229—1237).
- 25 ноября — Вильгельм II Женевский — граф Женевы (1220—1252)
- 27 ноября — Бланка Кастильская (64) — королева Франции (1223—1226), жена Людовика VIII, регент Франции (1226—1235, 1248—1252).

## Декабрь
- 16 декабря — Уффе Труготсен[нем.] — архиепископ Лунда (1228—1252)

## Дата неизвестна или требует уточнения
- Алиса де Вержи — герцогиня-консорт Бургундии (1199—1218), жена Эда III.
- Альберик из Труа-Фонтен, французский хронист, монах-цистерцианец из аббатства Труа-Фонтен в епископстве Шалон-сюр-Марн (совр. департамент Марна).
- Альберт[нем.] — епископ Кимзе (1234—1244)
- Бури — чингизид, участник западного похода монголов.
- Генрих I — последний граф средневекового Ангальта (1212—1218), первый и последний князь единого Ангальта (1218—1252).
- Джайя Парамешвараварман II, царь царей Тямпы (Чампы) (1220—ок. 1252).
- Джигда-хатун — царица-консорт Грузии ( ок. 1247—1252), жена Давида VII Улу
- Жиль ле Виньер[англ.] — французский трувер
- Здислава Лемберкская — чешская святая римско-католической церкви.
- Ингварь Ингваревич — князь рязанский (1237—1252).
- Катарина Сунесдоттер, королева-консорт Швеции (1244—1250), жена короля Эрика Шепелявого.
- Маццео ди Рикко — итальянский поэт
- Огул-Гаймыш — жена монгольского хана Гуюка (1246—1248), ставшая после его смерти регентом государства (1248—1251), казнена Мунке.
- Раймон Видал де Безаудун[англ.] — каталонский трубадур
- Сорхахтани — старшая жена Толуя, сына Чингис-хана; мать монгольских каанов Мункэ, Хубилая, претендента на престол Ариг-Буги и ильхана Хулагу.
- Хара-Хулагу — правитель Чагатайского улуса (1242—1247, 1251—1252).
- Этьен II де Сансер, вице-камергер королевского отеля, великий кравчий Франции (с 1248).